# Капореджиме
Капореджиме (італ. caporegime) або каподецина, зазвичай скорочується до капо (італ. capo) — звання в структурі мафії (як сицилійської, так і американської) члена злочинної сім'ї, який очолює команду солдатів та має важливе становище та вплив в організації. Капореджиме — італійське слово, яке означало голову сім'ї на Сицилії, але зараз використовується як ранг, схожий до капітана або старшого сержанта у військовому підрозділі. В загальному, термін означає голову гілки організованого злочинного синдикату, який командує загоном солдатів та підпорядковується напряму своєму дону (босу), його заступнику або вуличному босу. Скорочена версія «капо» також використовується для певних високопоставлених членів латиноамериканських картелів.

## Характеристика

Капореджиме в структурі мафії

Мафія, особливо Американська мафія, зазвичай поділена на частково незалежні «команди», які очолює капо. Члени команди підпорядковуються капо. Команда збирає гроші з підконтрольних бізнесів для капо, який своєю чергою ділиться часткою з босом або його заступником. Середній дохід капо складно вирахувати; це залежить від багатьох факторів, серед яких є загальна успішність команди, становище підконтрольних бізнесів, економіки в цілому тощо.
Команди мафії, як правило, є незалежними одна від одної, а їхні члени не співпрацюють з іншими командами. Запитувати членів команди скільки існує команд заборонено, та небезпечно, оскільки присяга про мовчання не передбачає розголошення інформації, тому це може викликати підозри, що людина є інформатором.
Деякі команди можуть спеціалізуватися на певних видах діяльності. Наприклад, одна команда на ігровому бізнесі, а інша — на будівельному. Команди також можуть бути поділені географічно, щоб працювати на різних територіях.
Кількість капореджиме та команд залежить від розміру сім'ї. Сім'я Гамбіно мала більш ніж 20 капо, в той час, як Сент-Луїська сім'я мала значно менше.

## Діяльність
В мафії, коли бос приймає якесь рішення, то він передає його виконання вниз по ієрархії до капо. В деяких випадках це може бути консильєрі або заступник боса, які своєю чергою передають наказ капо. В будь-якому випадку, безпосередній наказ на виконання солдатам здійснює капо. Багато років це ускладнювало завдання для правоохоронних органів притягнути боса до відповідальності, оскільки він ніколи напряму не давав наказів солдатам. капореджиме діє як буфер між солдатами та босом. Сам капореджиме керує своєю маленькою сім'єю в структурі більшої злочинної сім'ї.
Кожен капо є головою мінібанди або команди солдатів та співучасників, які можуть відрізнятися за розміром. Вони можуть бути розміщені територіально навіть в різних місцях. Наприклад, члени команди капо Джоуі Гамбіно з сім'ї Бонанно були розпорошені по всьому Нью-Йорку і навіть в Нью-Джерсі. Капо також мають різний вплив в середині своїх організацій. Дехто може бути родичем босу, тому їхній вплив буде більший. Капо, команда якого дає великі прибутки, також завжди буде авторитетним. Наприклад, Джон Готті (коли він ще був капореджиме) вважався поважним капо, оскільки він генерував багато прибутку для Сім'ї Гамбіно. З іншого боку, капо Джо Сферра з сім'ї Декавальканте через свої промахи був понижений у званні до солдата. 1984 року Сальваторе Теста, капо Філадельфійської сім'ї взагалі був убитий через підозри в зраді.